# Ingrid Stöckl (Skirennläuferin)
Ingrid Stöckl (* 28. März 1969 in Tamsweg, Salzburg) ist eine ehemalige österreichische Skirennläuferin.
Stöckl beschränkte sich auf die Disziplinen Abfahrt und Slalom. Daraus resultierten bei Kombinationswertungen zwei Podestplätze:
- 1990 – 3. Platz in der Kombination in Haus
- 1991 – 1. Platz in der Kombination in Morzine

Zudem erreichte sie fünf Top-Ten-Plätze in der Abfahrt.
Den größten Erfolg feierte sie bei den Skiweltmeisterschaften 1991 in Saalbach-Hinterglemm, als sie in der Kombination hinter Chantal Bournissen die Silbermedaille gewann. Stöckl nahm auch an den Olympischen Spielen 1994 in Lillehammer teil, erreichte aber weder in der Abfahrt noch in der Kombination das Ziel.
Sie beendete ihre Rennkarriere im Dezember 1997 nach einem enttäuschenden Saisonstart.